# Michael Ballack
Michael Ballack, nemški nogometaš, * 26. september 1976, Görlitz, Vzhodna Nemčija.
Po tem, ko je igral v Chemnitzerju FC, FC Kaiserslauternu in Bayer 04 Leverkusnu se je leta 2002 preselil v Bayern München, od tam pa k londonskemu Chelsea. Leta 2012 je pri Bayer 04 Leverkusnu končal z aktivnim igranjem.